# 梅见
梅见是中华人民共和国重庆江记酒庄有限公司推出的青梅酒品牌，创立于2019年，2022年零售市场总规模超过25亿元。选广东普宁出产的软枝大粒梅，以糖腌制封存90天，与清香型高粱酒混合。2020年金梅见获得国际葡萄酒暨烈酒大赛银奖，2021年，白梅见、金梅见和蓝梅见荣获国际蒙特奖金奖。